# Монеты островов Тристан-да-Кунья
Монеты островов Тристан-да-Кунья — коллекционные монеты британской заморской территории Тристан-да-Кунья, отчеканенные от её имени, и от имени островов Стольтенхофф,  Найтингейл и Гоф. Банкноты Тристан-да-Кунья не выпускает.

## История
Долгое время острова Тристан-да-Кунья не имели собственной валюты. Деньги не использовались, а товары и услуги обменивались по бартеру. Даже во время Второй Мировой войны, когда на острове стоял британский гарнизон, общепринятой «валютой» считались сигареты и картофель. С созданием рыбоперерабатывающего завода и налаживания торговых отношений с Южной Африкой в 1950-х годах в обращении находились южноафриканские фунты. Однако после того, как граждане Тристан-да-Куньи вернулись на родину из Великобритании (куда их эвакуировали из-за извержения вулкана на острове), в обращении на Тристан-да-Кунье появились фунты стерлингов. Таким образом, и в настоящее время фунт стерлингов является официальной валютой островов.
Первые коллекционные монеты Тристан-да-Куньи были отчеканены в 1977 году.

## Монеты
Несмотря на то, что официальной валютой на архипелаге Тристан-да-Кунья является фунт стерлингов, правительство островов имеет право на выпуск собственных монет (с предварительного одобрения британского министра иностранных дел) в ознаменование знаменательных событий, имеющих важное значение для Тристан-да-Куньи. Эти монеты формально являются официальным платёжным средством на архипелаге Тристан-да-Кунья.
Коллекционные монеты чеканятся не только от имени о. Тристан-да-Кунья, но и  от имени других входящих в архипелаг островов — острова Гоф, острова Найтингейл и острова Стольтенхофф. Так, в 2008 году была выпущена серия монет, посвящённая фауне Тристан-да-Куньи. Были выпущены монеты номиналом :
- ½ пенни — нитехвостый угорь;
- 1 пенни — рак;
- 2 пенни — морская улитка;
- 5 пенни — морская черепаха;
- 10 пенни — краб;
- 20 пенни — косатка;
- 25 пенни — дельфины;
- 1 крона — кашалоты.

В том же году была выпущена серия монет, выпущенная от имени острова Стольтенхофф с изображениями парусных кораблей. В 2009 году была выпущена серия монет с изображениями птиц, посвящённая острову Гоф,
а в 2011 - серия монет, посвящённая островам Найтингейл, с изображениями рыб.